# Johannes Zeiler
Johannes Zeiler (* 29. dubna 1970 Vorau, Štýrsko) je rakouský herec.

## Životopis
Studoval němčinu a historii ve Štýrském Hradci a poté absolvoval v herectví na Max-Reinhardt-Seminar Wien. Působil například v divadle Phönix v Linci, v divadle Ensemble ve Vídni, v divadle Bahnhof ve Štýrském Hradci nebo v Theater der Jugend ve Vídni. V letech 1999 až 2002 byl členem souboru Faust-Ensembles pod vedením Petera Steina. Od sezóny 2010/11 patří mezi členy vídeňského Schauspielhaus.
Pracuje také jako filmový a televizní herec. Jedním z vrcholů jeho kariéry je titulní role ve filmu Faust režiséra Alexandra Sokurova, který se natáčel v roce 2009 v Česku a na Islandu. Světová premiéra proběhla na 68. ročníku mezinárodního filmového festivalu v Benátkách, kde Faust získal Zlatého lva, hlavní cenu festivalu. V roce 2016 v celovečerním filmu Krycí jméno Holec ztělesnil bývalého vídeňského starostu Helmuta Zilka.

## Filmografie
| Rok       | Název                                     | Role                             | Poznámky                                                |
| --------- | ----------------------------------------- | -------------------------------- | ------------------------------------------------------- |
| 1997      | Der Unfisch                               | Basil                            |                                                         |
| 2003      | Komisař Rex                               | Novotný                          | televizní seriál, epizoda: „Wofür Kinder leiden müssen“ |
| 2004      | Komisař Rex                               | Kurt Gebauer                     | televizní seriál, epizoda: „Doping“                     |
| 2005      | Soko Vídeň                                | Stöger                           | televizní seriál, epizoda: „Abgetaucht“                 |
| 2005      | 4 ženy a pohřeb                           | John Holzer                      | televizní seriál, epizoda: „Herzkasper“                 |
| 2008      | Jaderná havárie: Den první                | Karl Hirzer                      | televizní film                                          |
| 2008      | Herrn Kukas Empfehlungen                  | policista                        |                                                         |
| 2008      | Der schwarze Löwe                         |                                  | televizní film                                          |
| 2008      | Odplata                                   | policista                        |                                                         |
| 2009      | Vraždy v Kitzbühelu                       | Othmar Kapferer                  | televizní seriál, epizoda: „Ein falsches Leben“         |
| 2009      | Místo činu                                | Dr. Beck                         | televizní seriál, epizoda: „Kinderwunsch“               |
| 2010      | Die Bergretter                            | Sebastian Krassner               | televizní seriál, epizoda: „Spurlos verschwunden“       |
| 2010      | Die Hebamme - Auf Leben und Tod           | Beni Lackner                     | televizní film                                          |
| 2011      | Das Wunder von Kärnten                    | Lackner                          | televizní film                                          |
| 2011      | Schnell ermittelt                         | Dr. Markus Waldner               | televizní seriál, epizoda: „Sr. Margarete Laub“         |
| 2011      | Isenhart - Die Jagd nach dem Seelenfänger | obchodník Alexander von Westheim | televizní film                                          |
| 2011      | Faust                                     | Heinrich Faust                   |                                                         |
| 2012      | Braunschlag                               | Artz                             | televizní seriál, 2 epizody                             |
| 2012      | Jak změřit svět                           | vedoucí četníků Vogt             |                                                         |
| 2012      | Pomsta hříšnice                           |                                  | televizní film                                          |
| 2013      | Freigänger                                | Jan                              | krátký film                                             |
| 2013      | Říjen listopad                            | Michael                          |                                                         |
| 2013      | Paul Kemp - Alles kein Problem            | Luis Kemp                        | televizní seriál, 13 epizod                             |
| 2013      | Polizeiruf 110                            | Joachim Grand                    | televizní seriál, epizoda: „Kinderparadies“             |
| 2013      | Zum Geburtstag                            | Daniel                           |                                                         |
| 2013-2014 | CopStories                                | Andreas Bergfeld                 | televizní seriál, 20 epizod                             |
| 2014      | Die Sache mit der Wahrheit                | Matthias                         | televizní film                                          |
| 2014      | Schnell ermittelt                         | Huber Bachmeier                  | televizní seriál, epizoda: „Leben“                      |
| 2014      | Místo činu                                | Benedikt                         | televizní seriál, epizoda: „Paradies“                   |
| 2015      | Hilfe, ich hab meine Lehrerin geschrumpft | domovník Michalský               |                                                         |
| 2015      | Malý rytíř Trenk                          | rytíř Wertolt                    | dabing                                                  |
| 2015      | Am Ende des Sommers                       | Wolfgang                         | televizní film                                          |
| 2015      | Starej                                    | Maximilian Sailer                | televizní seriál, epizoda: „Mord in den Alpen“          |
| 2016      | Hotel Rock'n'Roll                         | Walzer                           |                                                         |
| 2016      | Krycí jméno Holec                         | Helmut Zilk                      |                                                         |